# Bad Zwesten
Bad Zwesten est une municipalité allemande située dans l'arrondissement de Schwalm-Eder et dans le land de la Hesse. Elle se trouve à 8 km au sud-est de Bad Wildungen sur les bords de la rivière Schwalm.